# Арзамасский округ
Арзамасский округ — административно-территориальная единица Нижегородского края, существовавшая в 1929—1930 годах. Административный центр — город Арзамас.

## История
Арзамасский округ был образован 15 июля 1929 года в составе Нижегородского края. 
30 июля 1930 года Арзамасский округ, как и большинство остальных округов СССР, был упразднён. Его районы отошли в прямое подчинение Нижегородского края. 

## Административное деление
Округ был разделён на 17 районов:
- Арзамасский,
- Больше-Болдинский,
- Бутурлинский,
- Вадский,
- Гагинский,
- Глуховский,
- Ичалковский,
- Курмышский,
- Личадеевский,
- Лукояновский,
- Наруксовский,
- Пильнинский,
- Починковский,
- Сергачский,
- Татарский,
- Тепло-Станский,
- Шатковский.